# Tiepłuszka

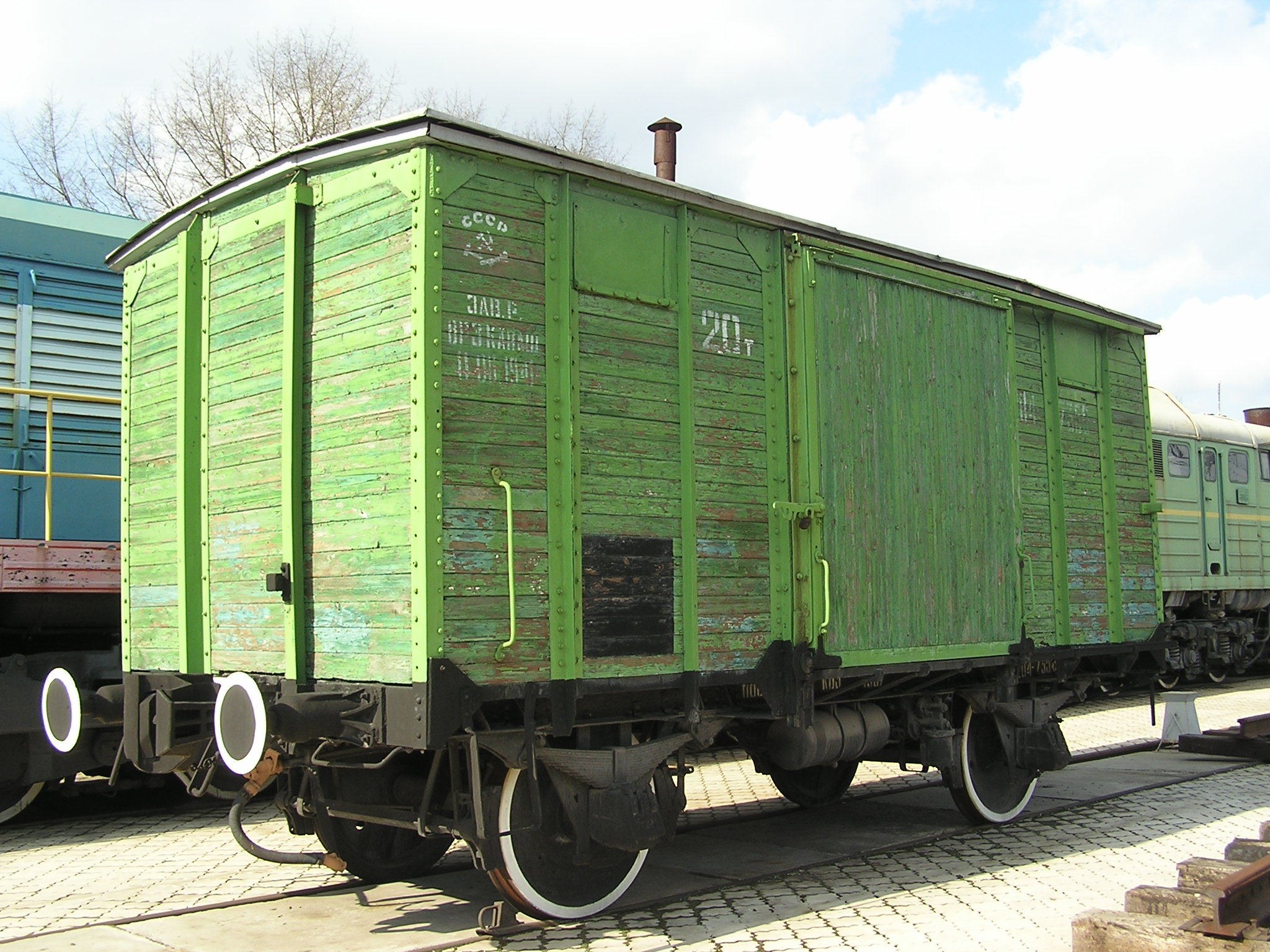
Tiepłuszka

Tiepłuszka (ros. теплушка) – ogrzewany wagon towarowy przystosowany do przewożenia ludzi w dość prymitywnych warunkach. Typowe dla Rosji z okresu rewolucji bolszewickiej.